# BASE (пошуковик)
BASE (Bielefeld Academic Search Engine, з англ. Білефельдська академічна пошукова система) — одна з найбільших у світі пошукових систем, спеціалізованих на пошуку наукових публікацій відкритого доступу в Інтернеті, створена бібліотекою Білефельдського університету. В його основі лежить безкоштовне та відкрите програмне забезпечення Apache Solr та VuFind. Пошуковик збирає відкриті метадані з інституційних репозитаріїв та інших академічних цифрових бібліотек, які застосовують Протокол Ініціативи відкритих архівів для збирання метаданих (OAI-PMH), а потім нормалізують та індексують дані для пошуку. Окрім метаданих OAI, бібліотека індексує вибрані вебсайти та локальні бази даних, які можна шукати через єдиний пошуковий інтерфейс.
Користувачі можуть шукати бібліографічні метадані, включаючи анотації статей, якщо вони доступні. Однак BASE не здійснює повнотекстовий пошук. Бібліографічні дані надаються в декількох форматах, результати можуть бути відсортовані за кількома полями, наприклад, за автором або роком публікації.
6 жовтня 2016 року BASE перетнув поріг у 100 мільйонів документів: індексував 100 183 705 документів із 4695 джерел вмісту.